# Świergotek długosterny
Świergotek długosterny (Anthus vaalensis longicaudatus) – nieuznawany obecnie podgatunek świergotka płowego, małego ptaka z rodziny pliszkowatych (Motacillidae). Opisany po raz pierwszy w roku 1996 jako nowy gatunek. Występuje w południowej części Afryki.

## Taksonomia i okoliczności odkrycia
W latach '90 XX w. w okolicach Kimberley pojawiały się w stadach 10–40 osobników świergotki nieznanego gatunku. W czerwcu 1994 dwa okazy zostały przekazane do Durban Museum, gdzie P.A. Clancey i A. Berruti zasugerowali, że może to być nowy gatunek. W sierpniu 1995 złapano kolejne dwa osobniki, dla większych możliwości badania. Próbki tkanek miękkich zostały przekazane do Burke Museum w Seattle celem poszerzenia przyszłych badań nad rodzajem Anthus.
Syntyp zebrano 7 sierpnia 1995 roku, paratypy stanowią samiec i samica zebrane 14 lipca 1994 roku. Nazwa gatunkowa longicaudatus oznacza długoogonowego.
Badania przeprowadzone w 2014 roku kwestionują odrębność gatunkową tego taksonu. Badania wykazały, że dostępne materiały w muzeach są w rzeczywistości połączeniem dwóch innych taksonów: syntyp, paratypowy samiec i dwie dodatkowe skórki są nierozerwalnie związane z A. vaalensis, natomiast paratypowa samica jest okazem A. similis.
Autorzy „Kompletnej listy ptaków świata” traktowali go jako podgatunek świergotka płowego, obecnie uznają go za jego synonim.

## Morfologia
Do cech odróżniających gatunek od świergotka płowego (A. vaalensis) oraz świergotka gładkiego (A. leucophrys) miały należeć: 
- przy złożonym skrzydle długość 9. lotki jest równa długości 6. lotki
- 7. i 8. lotka nie są jednakowej długości
- tylny pazur krótszy

Wierzch ciała ciemnobrązowy bez wzorów. U A. vaalensis jest on także bez wzorów, lecz piaskowobrązowy, zaś u A. leucophrys oliwkowobrązowy. Ogon długi i ciemny, na końcu prostokątnie ścięty. Skok dłuższy niż u dwóch w/w gatunków. Większe są również inne wymiary (patrz tabelka niżej). Spód ciała płowy.

### Wymiary
Liczba w nawiasie po nazwie naukowej oznacza liczbę zbadanych osobników. Wymiary zostały uśrednione; w przypadku podania dwóch, pierwszy tyczy się samców, drugi samic.
| Anthus            | Masa ciała (g) | Skrzydło   | Ogon       | Skok       | Długość dzioba | Szerokość dzioba |
| ----------------- | -------------- | ---------- | ---------- | ---------- | -------------- | ---------------- |
| longicaudatus (4) | 31,8           | 106; 97,3  | 81,5       | 32,0; 31,8 | 15,3; 16       | 5,8              |
| vaalensis (27)    | 17             | 106; 101   | 78,1; 74,1 | 30,1; 29,4 | 15,3; 16       | 5,8              |
| leocophrys (6)    | 23,2           | 97,2; 95,1 | 67,2; 64   | 30,6; 25,9 | 18,7; 17,9     | –                |

## Behawior
Występuje kiwanie ogonem, podobne jak u pliszek z rodzaju Motacilla. W locie odzywa się krótkim głosem o częstotliwości 3,8–5,8 kHz, wydawanym w odstępach około 1,6 sekundy. Wszystkie zebrane (czerwiec i lipiec) osobniki były po pierzeniu, co sugeruje, że wyprowadziły już lęgi. Nie stwierdzono powiększonych jąder i jajników. Wszystkie cztery osobniki miały zmagazynowane pewne ilości tłuszczu, co w połączeniu z przebywaniem stadnym wskazuje na to, że są gatunkiem migrującym (przypuszczalnie z miejsc na północ od Kimberley).

## Status
Brak było danych na temat statusu zagrożenia, przez co IUCN uznał świergotka długosternego za gatunek niedostatecznie rozpoznany (DD, Data Deficient). Obecnie nie jest już przez IUCN uznawany. Wiadome jest, że występuje w RPA; obserwowano go także w Zambii i Botswanie. W Zimbabwe odnotowywano osobniki tego gatunku, jednak nie wyprowadzały lęgów. Populacja nie została oszacowana.